# 九進法
九進法（きゅうしんほう、nonary）とは、9 を底（てい）とし、底およびその冪を基準にして数を表す方法である。

## 記数法
九進記数法とは、9 を底とする位取り記数法である。九進法では、0から8までの九種類の数字を用い、九を10。以降も、十進法18は 20、十進法27は 30、十進法32は 35、十進法81は 100、十進法729は 1000。
必要に応じ、九進記数法の表記は括弧および下付の 9、十進記数法の表記を括弧及び下付きの10 で表す。九進記数法で表された数を九進数と呼ぶ。
整数の表記も、九進法では以下のようになる。
- (16)10 = 17（1×9 + 7）
- (19)10 = 21（2×9 + 1）
- (31)10 = 34 (3×9 + 4)
- (36)10 = 40（4×9）
- (162)10 = 200（9×9×2）
- (2187)10 = 3000（9×9×9×3）

## 主な事例
仮面ライダークウガのグロンギ語は九進法を使う。